# Dow Ber Meisels

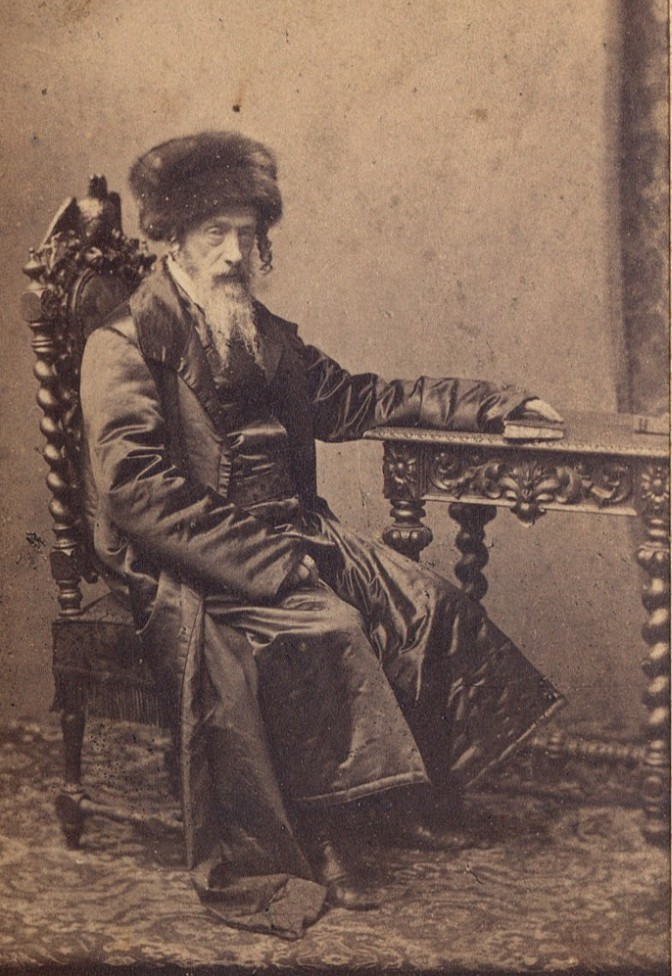
Dow Ber Meisels (1861)

Dow Ber Meisels (geboren 1798 in Szczekociny; gestorben 17. März 1870 in Warschau) war Oberrabbiner von Krakau (1832–1856) und Warschau (1856–1870). Er unterstützte den polnischen Unabhängigkeitskampf sehr aktiv.

## Leben

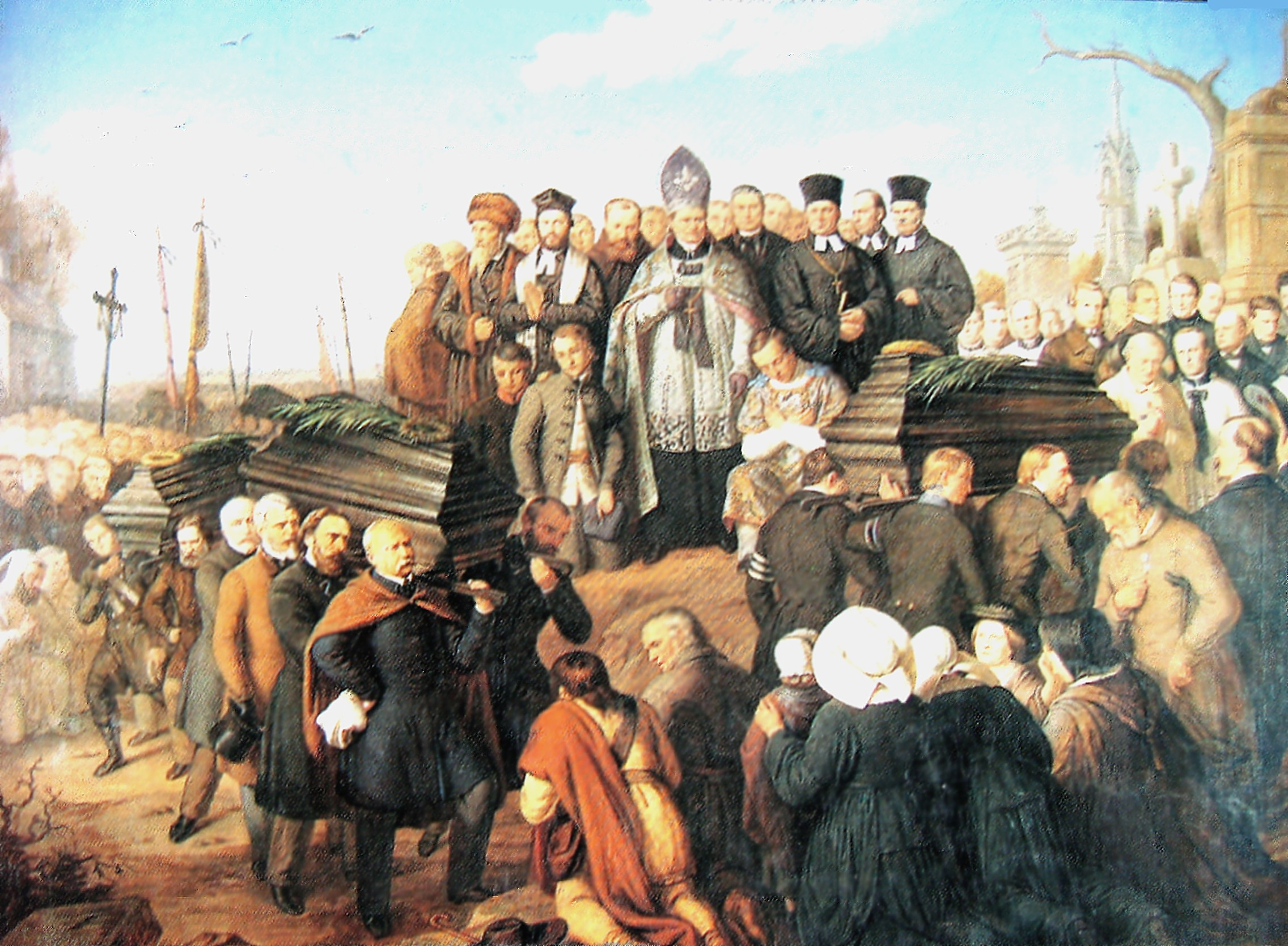
Beerdigung von Demonstranten in Warschau 1861, Gemälde von Aleksander Lesser, Dow Ber Meisels oben ganz links

Dow Ber Meisels wurde 1798 im schlesischen Szczekociny als Sohn eines Rabbiners geboren. 1820 ging er nach seiner Heirat nach Krakau und wurde dort Kaufmann (Bankier?), später Rabbiner. Er unterstützte den polnischen Novemberaufstand mit Waffen. 1832 wurde er Großrabbiner von Krakau.
1846 wurde er nach dem Krakauer Aufstand als einer von 12 Senatoren in den Stadtrat gewählt. 1849 vertrat er die Stadt nach den Unruhen im Reichstag der Österreichisch-Ungarischen Monarchie als Nachfolger des zurückgetretenen Abgeordneten Józef Jakubowski.
1856 wurde Dow Ber Meisels zum Großrabbiner von Warschau berufen. Auch dort unterstützte er den polnischen Unabhängigkeitskampf. Am 2. März 1861 nahm der populäre Rabbiner an der ökumenischen Beerdigung von fünf Demonstranten teil, die bei einer antirussischen Kundgebung in Warschau zu Tode gekommen waren. Dieses Ereignis wurde von dem polnischen Historienmaler Aleksander Lesser, ebenfalls jüdischer Herkunft, auf einem großformatigen Ölgemälde verewigt. Es zeigt Rabbi Meisels (links, mit bräunlicher Kopfbedeckung) in einer Reihe stehend mit dem katholischen Erzbischof von Krakau und weiteren Geistlichen verschiedener christlicher Kirchen.
1861 wurde Dov Ber Meisels nach diesen Unruhen in Warschau verhaftet und des Landes verwiesen. Er ging nach London und kehrte 1862 nach Warschau zurück. Auch den Novemberaufstand 1863 verteidigte er.
Dow Ber Meisels starb am 17. März 1870 in Warschau.